# Seaside (Califórnia)
Seaside é uma cidade localizada no estado americano da Califórnia, no condado de Monterey. Foi incorporada em 13 de outubro de 1954.

## Geografia
De acordo com o United States Census Bureau, a cidade tem uma área de 24,3 km², onde 23,9 km² estão cobertos por terra e 0,4 km² por água.

### Localidades na vizinhança
O diagrama seguinte representa as localidades num raio de 16 km ao redor de Seaside.

## Demografia
Segundo o censo nacional de 2010, a sua população é de 33 025 habitantes e sua densidade populacional é de 1 379,98 hab/km². Possui 10 872 residências, que resulta em uma densidade de 454,30 residências/km².